# Lewis Collins
Lewis Collins (27. května 1946 Bidston, Birkenhead, Cheshire, Spojené království – 27. listopadu 2013 Los Angeles, USA) byl anglický herec. Jeho nejznámější rolí je agent britské služby CI5 Bodie v seriálu Profesionálové.

## Život
V mládí se úspěšně věnoval sportovní střelbě a rovněž hudbě. Jeho otec Bill se znal s rodinou Paula McCartneyho a občas fungoval jako cestovní manažer The Beatles. Ačkoliv měl Collins šanci zúčastnit se konkurzu na post nového bubeníka (místo Peta Besta), rozhodl se raději stát se kadeřníkem. Poté, co Beatles dosáhli úspěchu, Collins se vrátil k hudbě. Hrál na kytaru, basovou kytaru, a zpíval doprovodné vokály v několika liverpoolských skupinách, jako byli například The Georgians  . Se skupinou The Mojos v roce 1964 dosáhl na deváté místo britské singlové hitparády s písní „Everything´s Alright“. Po dvou letech však hudební průmysl opustil a věnoval se jiným profesím, například podomnímu prodeji encyklopedií. Nic z toho jej ovšem neuspokojovalo, a tak v roce 1968 začal studovat herectví na LAMDA (London Academy of Music and Dramatic Art). Na divadle hrál například Romea. Po promoci se začal objevovat v menších rolích v televizi. V této době také podstoupil přijímací zkoušky do britských elitních jednotek SAS. Ačkoliv dosáhl úspěchu, podle vlastních slov byl v té době už natolik známý, že jej SAS v souladu se svou politikou anonymity svých příslušníků odmítla.
První větší úspěch přišel v sitcomu The Cuckoo Waltz pro televizní stanici Granada. Konečně v roce 1977 přišla průlomová role Bodieho v seriálu Profesionálové.
Po skončení seriálu se již ovšem nedokázal vymanit z rolí drsných mužů. Mezi jeho nejznámější filmy po Profesionálech patří například Who Dares Wins (inspirovaný obléháním londýnské íránské ambasády v květnu 1980). V roce 1982 měl nahradit Rogera Moorea v roli Jamese Bonda, ale producent jej nakonec odmítl. Koncem 80. let se odstěhoval do Los Angeles, kde vystudoval filmovou režii. V roce 1998 se uvažovalo o jeho znovuobsazení do role Bodieho, tentokrát jako nástupce Cowleyho coby šéfa CI5 v seriálu Noví Profesionálové, ale nakonec byl nahrazen jiným hercem.
V roce 1992 se oženil s učitelkou Michelle Larretovou, s níž měl tři syny, Olivera, Elliota a Camerona. Kromě sportovní střelby (vyhrál několik turnajů) se věnoval parašutismu, měl pilotní licenci, a rovněž černý pás v džiu-džitsu.
V roce 2008 mu byla diagnostikována rakovina, na niž o 5 let později zemřel ve svém domě obklopen rodinou.